# CastleVille
Castleville is een sociaal netwerk-spel, dat werd gepubliceerd in november 2011 door Zynga’s Dallas Studio. Het combineert een aantal elementen van andere “ville” gerelateerde spellen die van dezelfde maker afkomstig zijn. Het spel is een “freemium” spel, wat betekent dat er geen kosten zijn om te kunnen spelen, maar dat spelers de optie hebben om extra inhoud te kopen.

## Ontvangst
Op 11 november 2011 werd het spel gelanceerd en kreeg het spel al meer dan een miljoen “likes” op de officiële fanpagina op Facebook. Op 21 november had het spel al 5 miljoen spelers. Cityville, een ander spel van Zynga, had maar 3.2 miljoen spelers na vijf dagen. Binnen een maand was Castleville nummer vijf op de ranglijst van meest populaire spellen op Facebook en had het spel al 26.5 miljoen spelers vergaard.
Nina Frerichs heeft een review geschreven over Castleville op Ciao-shopping.nl en noemde het “erg verslavend”, met als enige nadeel dat er nog “geen Iphone App beschikbaar” voor was. Ze gaf het vijf sterren van de vijf.
Jon Swartz van USA Today, die een review over het spel schreef voor het uitkwam, vond dat het spel overeenkomsten had met het Shrek franchise, maar beschreef dat dit Zynga’s beste spel tot nu toe was. Andrew Webster, die een review maakte van Castleville voor Gamezbo, zei dat het spel de sociale spellen niet zou vernieuwen, maar dat het de beste audiovisuele ervaring was op Facebook. Volgens hem was het nog steeds een van de beste spellen op Facebook. Hij gaf het spel een 4½ van de 5 sterren.

## Het spel

### Achtergrond
Het spel is gebaseerd op een middeleeuws thema waarin de speler zijn eigen land moet opbouwen met verschillende kasteelelementen. Het doel is dat de speler het land dat om zijn eigen rijk heen ligt gaat ontdekken en dat gaat toevoegen aan zijn rijk door middel van kristallen. Daarnaast kan men ook kleding en kunst maken en het eigen land opleuken met versiersels.
De wereld zit vol met karakters zoals piraten, boeren, prinsessen en Vikingen die opdrachten aan de speler geven. De speler kan zo lang doen over de opdrachten als hij wil, maar voor selectieve opdrachten is er een tijdslimiet. Dit heeft in de meeste gevallen te maken met een opdracht die afgeleid is van een internationale feestdag, zoals Kerstmis, Saint Patrick's Day of Pasen.
Het is ook de bedoeling dat de speler zo veel mogelijk vrienden vergaart, genaamd “buren”, omdat hij daarmee meer spullen kan ontgrendelen. De buren maken het ook mogelijk dat de speler zijn doel eerder bereikt. De speler kan zijn buren alleen toevoegen als zij ook zijn vrienden zijn op Facebook en het spel spelen. Dan heeft de speler de mogelijkheid het landgoed van zijn buren te bezoeken, hier te helpen en ervoor geld, ervaring, alliantiepunten en spullen te krijgen.

### Doel
Het uiteindelijke doel van het spel is een zo hoog mogelijk level behalen, al het land te ontdekken en alle opdrachten te voltooien. Het spel wordt echter constant uitgebreid met nieuwe spullen, opdrachten en karakters, waardoor het voor de speler vrijwel onmogelijk wordt gemaakt om het spel echt uit te spelen.

### De markt
Het spel maakt gebruik van een markt waar de speler zijn spullen of gebouwen koopt in ruil voor munten, kronen of reputatie. Hier zijn verschillende ambachtsgebouwen te koop zoals een weverij, een keuken, een smid, een werkplaats en nog meer. Koninklijke gebouwen worden er ook verkocht, die voegen weer kasteelpunten toe aan het totale aantal kasteelpunten die de speler heeft. Huizen kunnen ook worden gekocht en dienen vooral om munten uit te krijgen in de vorm van “belasting”. Tevens kan de speler boerderij spullen kopen op de markt zoals grond, groenten en vee. Al deze materialen uit de verschillende gebouwen en grondproducten kunnen weer worden verwerkt naar grotere spullen die weer worden gebruikt voor opdrachten of de versiering van het rijk.

## De verschillende valuta
Het spel maakt gebruik van verschillende valuta om de speler bezig te houden en terug te laten komen. Deze dienen echter ook om de speler ervan te weerhouden dat hij te snel gaat levelen of spullen krijgt. De enige uitweg voor de speler is dan ook echt geld gebruiken om valuta te kopen voor het spel, zodat de speler zelf kan bepalen hoelang hij speelt en wat hij allemaal koopt, doet of maakt.

### De valuta in het spel
1. Energie = bepaalt hoeveel de speler kan doen. Als de energie op is, kan de speler niets meer doen tot deze bijgevuld is. Er komt 1 energie per 5 minuten bij en het maximum is 25, tenzij de speler net level up is gegaan.
2. Munten = de bekendste valuta op Castleville, daarmee koopt de speler zijn spullen op de markt.
3. Kronen = deze krijgt de speler alleen als hij level up gaat of wanneer hij ze koopt voor echt geld. Hiermee kan de speler toegang krijgen tot nieuwe spullen, kleren of gebouwen of sneller opdrachten voltooien.
4. Ervaringspunten = deze dienen om level up te kunnen gaan. De speler verdient de punten voor alles dat hij doet in het spel.
5. Reputatie harten = deze krijgt de speler door zijn buren te helpen. Speciale spullen kunnen hiermee worden gekocht.
6. Alliantiepunten = deze krijgt de speler ook door buren te helpen, die ook weer nieuwe gebouwen of spullen ontgrendelen.
7. Kasteelpunten = de speler krijgt deze wanneer hij speciale kasteelonderdelen bouwt in zijn rijk. Kasteelpunten zijn zichtbaar op de profielen van alle buren en de speler, waardoor men elkaar kan aftroeven en elkaar proberen voorbij te streven.

## Karakters
In het spel zitten veel karakters die het verhaal vertellen en de speler opdrachten geven. Er zijn zowel goede als slechte karakters die wat toevoegen aan het spel. De belangrijkste hiervan is De Hertog, hij begint namelijk het spel en leert de speler hoe hij moet spelen. Ook geeft hij de meeste opdrachten. De speler kan daarnaast nog 16 andere karakters ontgrendelen.
Tevens zijn er antagonisten die het spel moeilijker maken voor de speler. Ook leveren zij weer extra opdrachten op.
Castleville heeft daarnaast ook nog monsters die kunnen worden aangevallen. Dat zijn de ratten, wolven, dieven, kobolden, Yeti’s en Orc’s. Wanneer de speler ze doodt, leveren ze de speler kristallen op die hij nodig heeft om het gebied om zijn rijk te verkennen. De beesten kunnen ook andere benodigde materialen geven.
Er zijn ook huisdieren te verkrijgen in het spel, waaronder honden, draken en een nerts. Deze dienen enkel voor plezier en geven soms opdrachten of extra spullen.